# Solo Monk
Solo Monk ist ein Soloalbum des Pianisten Thelonious Monk. Die Aufnahmen entstanden in Los Angeles am 31. Oktober und am 2. November 1964, in New York City am 23. Februar und am 2. März 1965.  Sie erschienen 1965 als Langspielplatte bei Columbia Records und am 22. April 1987 in Reihe Jazz Immortals als Compact Disc bei CBS/Sony. Neu aufgelegt wurde das Album 1998 in der Edition Monk Alone: The Complete Columbia Solo Studio Recordings: 1962-1968.

## Hintergrund
Nachdem auf allen vorangegangenen Columbia-Produktionen Solo-Piano-Nummern Monks enthalten waren, entschloss sich das Label Ende Oktober 1964, ein reines Klavieralbum mit Monk zu veröffentlichen. Die Idee dabei war, schrieb Thomas Fitterling, Monks Bezug „zur Stride-Tradition in den Vordergrund zu stellen.“
Das Album enthält sowohl Monk-Originale als auch eine Reihe von Coverversionen populärer Standards, wie „Dinah“ (1924), „Everything Happens to Me“ (1941) und „These Foolish Things (Remind Me of You)“ (1936). Ein Großteil des Materials wurde während eines Aufenthalts Monks an der amerikanischen Westküste Ende Oktober und Anfang November 1964 mitgeschnitten. In dieser Zeit entstanden auch die Livemitschnitte Live at the It Club und Live at the The Jazz Workshop.

## Titelliste

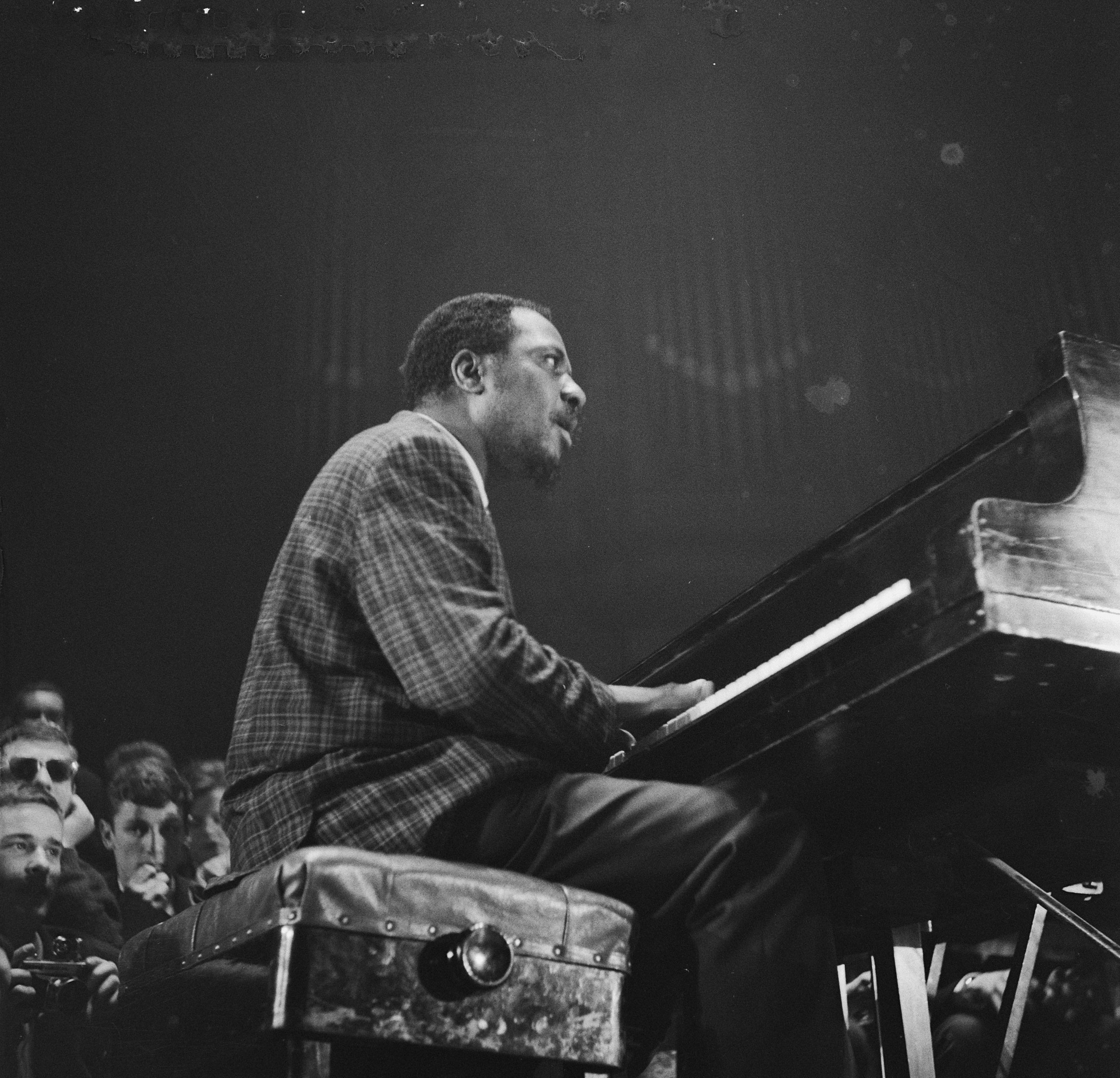
Thelonious Monk bei einem Nachtkonzert im Concertgebouw in Amsterdam (1961)

### Original LP
- Monk: Solo Monk (Columbia – CS 23495)[3]

A-Seite
1. Dinah (Harry Akst, Joe Young, Sam Lewis) 2:27
2. I Surrender, Dear (Gordon Clifford, Harry Barris) 3:43
3. Sweet and Lovely (Gus Arnheim, Harry Tobias, Jules Lemare) 2:58
4. North of the Sunset (Monk) 1:50
5. Ruby, My Dear (Monk) 5:35
6. I’m Confessin’ (That I Love You) (Al Neiburg, Doc Dougherty, Ellis Reynolds) 2:36

B-Seite
1. I Hadn't Anyone till You (Ray Noble) 3:17
2. Everything Happens to Me (Matt Dennis, Tom Adair) 3:25
3. Monk’s Point (Monk) 2:11
4. I Should Care (Axel Stordahl, Paul Weston, Sammy Cahn) 1:56
5. Ask Me Now (Monk) 4:35
6. These Foolish Things (Remind Me of You) (Harry Link, Holt Marvell, Jack Strachey) 3:32

### Bonustracks der CD-Ausgabe 2001
- Thelonious Monk – Solo Monk (Columbia – COL 513358 2, Columbia – 5133582000, Legacy – COL 513358 2[4]

13  Introspection  2:12
)
14  Darn That Dream (Eddie DeLange, Jimmy Van Heusen) 3:39

15  Dinah (Take 1) 2:22

16  Sweet and Lovely (Take 1) 3:16

17  Ruby, My Dear (Take 1)  4:45

18  I'm Confessin' (That I Love You) (Take 1) 2:41

19  I Hadn't Anyone Till You (Take 2) 3:18

20  Everything Happens To Me (Retake 1) 5:18

21  Ask Me Now (Take 1)  3:43

## Rezeption
Thom Jurek meinte in Allmusic, „das Geheimnis und die eindringliche, eckige Schönheit der schmucklosen Tastaturseiten von Thelonious Monk stehen im Mittelpunkt von Solo Monk.“ Die Bestandteile dessen, was Monk zu einem so kompromisslosen Komponisten, Arrangeur und insbesondere Bandmitglied gemacht habe, seien in jeder Note, die er spielt, deutlich zu erkennen, meint Jurek.
Nach Ansicht von Thomas Fitterling  war der Pianist an den Aufnahmetagen im Oktober und November 1964 „nicht in bester Spiellaune; er entledigt sich der Stücke lustlos, als seien sie auferlegte Pflichtübungen.“ Hervorhebenswert sei jedoch der Titel „Monk’s Point“, einem traditionellen Bluesriff-Thema.